# Vera (Fernsehsendung)
Vera war eine Talkshow des ORF. Sie wurde von der dreifachen Romy-Preisträgerin Vera Russwurm moderiert und erstmals am 23. März 1995 gesendet. Von 1995 bis 2005 lud die Moderatorin jeden Donnerstagabend prominente oder interessante Menschen in das ORF-2-Studio, um über spannende, komische oder – am häufigsten – tragische Ereignisse zu sprechen. Beliebte Themen waren Schicksale von Menschen, die eine Katastrophe überlebt oder bei einer Tragödie jemanden verloren hatten. Berühmt wurde die Folge, in der die Mutter des „Briefbombers“ Franz Fuchs vor den Kameras in Tränen ausbrach.
Einmal jährlich gab es einen Zusammenschnitt besonders interessanter Episoden der vergangenen zwölf Monate als Sondersendung: die „Vera - Menschen des Jahres“-Gala. Produziert wurde die Talkshow von Hofpower TV-Produktionen, der Firma von Russwurms Ehemann Peter Hofbauer.
Seit September 2019 moderiert Russwurm ebenfalls beim ORF wieder eine Sendung mit demselben Titel und einem ähnlichen Konzept.